# Didemnum commune
Didemnum commune är en sjöpungsart som först beskrevs av Della Valle 1877.  Didemnum commune ingår i släktet Didemnum och familjen Didemnidae. Inga underarter finns listade i Catalogue of Life.